# Claudeeae
Tribu
Les Claudeeae sont une tribu d’algues rouges de la famille des Delesseriaceae.

## Liste des genres
Selon AlgaeBase (5 février 2019) :
- genre Claudea J.V.Lamouroux
  - Claudea batanensis Tanaka
  - Claudea elegans J.V.Lamouroux (espèce type)
  - Claudea multifida Harvey
- genre Lamourouxia C.Agardh
- genre Oneillia C.Agardh
- genre Vanvoorstia Harvey
  - Vanvoorstia bennettiana (Harvey) Papenfuss
  - Vanvoorstia coccinea Harvey ex J.Agardh
  - Vanvoorstia incipiens De Clerck, M.J.Wynne & Coppejans
  - Vanvoorstia pocockiae Papenfuss
  - Vanvoorstia spectabilis Harvey (espèce type)